# Rainer Müller (Fußballspieler)

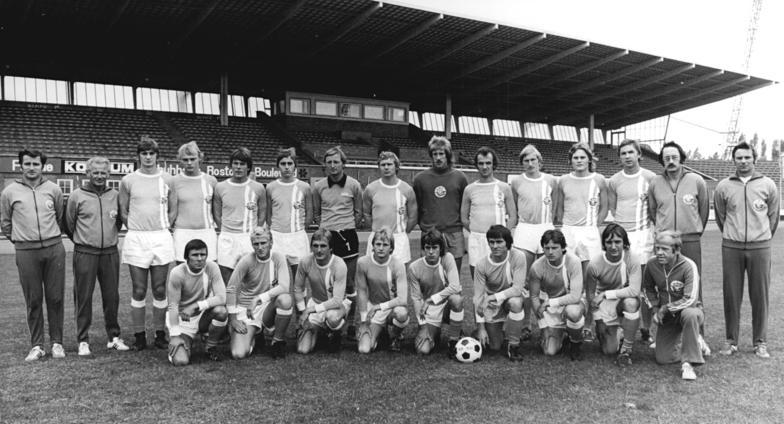
Rainer Müller (hintere Reihe, zweiter von rechts) mit F.C. Hansa Rostock im Jahr 1978

Rainer Müller (* 12. September 1941 in Ehrenberg; † 28. Februar 2001 in Berlin) war Fußballspieler in der DDR. Für den ASK Vorwärts Berlin, mit dem er 1965 Meister wurde, und mit dem 1. FC Union Berlin spielte er in der Oberliga, der höchsten Spielklasse des DDR-Fußball-Verbandes.

## Sportliche Laufbahn
Müller begann seine Fußballerlaufbahn bei der ländlichen Betriebssportgemeinschaft (BSG) Traktor in Ehrenberg. 1959 verpflichtete er sich zum Militärdienst in der „Nationalen Volksarmee“ und spielte zunächst für drei Jahre bei der Armeesportgemeinschaft Vorwärts Dermbach. 1962 wurde Müller zum Fußballzentrum der Armeesportvereinigung, dem Oberligisten und DDR-Meister ASK Vorwärts Berlin, delegiert. Sein erstes Oberligaspiel bestritt Müller am 5. Spieltag der Saison 1962/63. In der Begegnung ASK – Rotation Leipzig (2:1) am 20. September 1962 wurde er für den nicht einsatzbereiten Gerhard Vogt als Mittelstürmer eingesetzt. Auch im weiteren Saisonverlauf blieb Müller Ersatzstürmer und wurde insgesamt nur in neun Oberligaspielen eingesetzt, in denen er allerdings zu vier Torerfolgen kam. In den folgenden zwei Spielzeiten wurde er nur in drei Oberligaspielen eingesetzt. Mit seinem einzigen Spiel 1964/65, in dem er jedoch zwei Tore erzielte, hatte er einen bescheidenen Anteil am Meisterschaftsgewinn der Berliner. Anschließend wurde er beim ASK ausdelegiert und zur Saison 1965/66 zum DDR-Ligisten ASG Vorwärts Cottbus versetzt.
Als im Frühjahr 1967 sein Armeedienst beendet war, kehrte er nach Ost-Berlin zurück und schloss sich dort dem Oberligavertreter 1. FC Union an. Seine ersten Spiele für Union bestritt Müller im Juli und August 1967 in den sechs Spielen des Intertoto-Cup 1967. In den Oberligaspielen war er weniger erfolgreich, 1967/68 kam er auf elf Einsätze, 1968/69 bestritt er nur zehn Erstligabegegnungen. Das Ende seiner Laufbahn als Leistungsfußballer kam bereits im Sommer 1969. Nachdem Union zuvor abgestiegen war, kam Müller nur noch in zwei Pokalspielen und am 1. Spieltag der DDR-Liga-Saison 1969/70 zum Einsatz. Als Freizeitfußballer spielte er anschließend bei der Berliner Sportgemeinschaft Friedrichshagen in der viertklassigen Bezirksklasse, später in der Bezirksliga.